# El Charco
El Charco là một khu tự quản thuộc tỉnh Nariño, Colombia. Thủ phủ của khu tự quản El Charco đóng tại El Charco Khu tự quản El Charco có diện tích 2485 ki lô mét vuông. Đến thời điểm ngày 28 tháng 5 năm 2005, khu tự quản El Charco có dân số 15806 người.